# Hickeshausen
Hickeshausen ist ein Ortsteil der Gemeinde Arzfeld im rheinland-pfälzischen Eifelkreis Bitburg-Prüm. Bis 1971 war Hickeshausen eine eigenständige Gemeinde.

## Geographische Lage
Hickeshausen liegt auf der zur Westeifel gehörenden Arzfelder Hochfläche und am Rand des Deutsch-Luxemburgischen Naturparks. Der Hauptort der Gemeinde, Arzfeld, liegt etwa drei Kilometer in südöstlicher Richtung. Durch den Ort verlaufen die Kreisstraßen K 58 und K 122.

## Geschichte
Der Ort wurde im Jahr 1330 erstmals als „Hickhausen“ urkundlich erwähnt.
Hickeshausen gehörte bis 1794 zur Meierei Eschfeld-Arzfeld in der Herrschaft Dasburg, die Teil des Herzogtums Luxemburg war. Nach der Annexion der Österreichischen Niederlande, zu denen das Herzogtum Luxemburg gehörte, durch französische Revolutionstruppen wurde die Gemeinde Hickeshausen 1795 dem Kanton Arzfeld im Departement der Wälder zugewiesen. Aufgrund der Beschlüsse auf dem Wiener Kongress wurde 1815 das vormals luxemburgische Gebiet östlich der Sauer und der Our dem Königreich Preußen zugesprochen. Unter der preußischen Verwaltung kam Hickeshausen 1816 zum neu errichteten Kreis Prüm im Regierungsbezirk Trier und wurde von der Bürgermeisterei Eschfeld verwaltet. 1843 bestand der Weiler Hickeshausen aus drei Häusern mit 32 Einwohnern. Alle Einwohner waren katholisch, sie waren nach Arzfeld eingepfarrt. Schulisch gehörte Hickeshausen zu Binscheid.
Im Zuge der rheinland-pfälzischen Verwaltungsreform wurde die bis dahin eigenständige Gemeinde Hickeshausen mit damals 18 Einwohnern am 1. Juli 1971 nach Arzfeld eingemeindet. 1987 zählte Hickeshausen 15 Einwohner.